# Xiphopterella devolii
Xiphopterella devolii är en stensöteväxtart som beskrevs av S. J. Moore et al. Xiphopterella devolii ingår i släktet Xiphopterella och familjen Polypodiaceae. Inga underarter finns listade.